# École européenne de Mol
L' École européenne de Mol a été la troisième des treize Écoles européennes créées, et est l'une des cinq écoles en Belgique. Fondée en 1960, elle est située à Mol, dans la province d'Anvers.
L'école a été principalement mis en place pour fournir une éducation aux enfants du personnel affecté aux installation de recherche atomique nationale et internationale : le centre d'étude belge de l'énergie nucléaire, l'usine de retraitement Eurochemic de l'Organisation de coopération et de développement économiques (aujourd'hui disparu), et le Bureau central de mesures nucléaires de l'agence européenne de l'énergie atomique (maintenant sous les auspices de la Commission européenne comme l'Institut des matériaux et mesures de référence).
Cependant, l'école a également accueilli des enfants de familles d'autres pays européens extra-européens qui vivent et travaillent dans la région. Il y a des bus qui amènent les élèves de loin, comme d'Anvers et de Eindhoven. À proximité d'installations pour accueillir des pensionnaires en internat durant la semaine scolaire.

## Maternelle
Les enfants peuvent aller à l'école maternelle dès l'âge de 3 ans. Là, ils sont déjà pris en charge dans les sections linguistiques respectives par des enseignants parlant allemand, anglais, français ou néerlandais.
La routine quotidienne est comparable à celle d'une école maternelle ordinaire. La seule différence est que les enfants rencontrent très tôt des enfants de nombreuses autres nationalités.

## École primaire
À l'école primaire, tous les enfants apprennent leur langue maternelle, les mathématiques, l'histoire, la géographie, les sciences, l'art, la musique, la religion ou l'éthique catholique ou protestante et le sport. À l'exception de l'art, de la musique, du sport et de l'éthique, toutes les matières sont enseignées dans la langue maternelle. Dans les autres matières, les classes sont mélangées à partir des différentes sections linguistiques. Ces matières sont enseignées soit dans la langue locale, ici le flamand, soit parfois en anglais pour une meilleure compréhension. Dès la première année de l'école primaire, les enfants apprennent leur première langue étrangère, appelée langue seconde dans les écoles européennes. Ils peuvent choisir entre l'allemand, l'anglais et le français. Le choix de la deuxième langue est très important, car à partir de la 3ème classe secondaire (après la 5ème classe primaire et le transfert ultérieur au Gymnasium, le comptage recommence à 1), les études communautaires et ensuite à partir de la 4ème classe secondaire, la géographie et l'histoire sont enseignées séparément dans la deuxième langue. Pendant les "heures européennes", les enfants de toutes les classes participent à diverses activités.

## École secondaire
L'école secondaire (1 à 3)'.
Les trois premières années de l'école secondaire sont considérées comme un "stade d'observation".
Les élèves doivent être initiés à un éventail de sujets aussi large que possible, afin de promouvoir les connaissances générales et de les aider à choisir les bonnes matières dans les années suivantes.
Les matières suivantes sont enseignées : Langue 1 (langue maternelle), Langue 2, Langue 3, Latin (matière facultative), Mathématiques, Etudes sociales, Sciences, TIC (Informatique), Art, Musique, Education physique, Religion ou Ethique et activités complémentaires.
Les périodes libres doivent être passées soit à la bibliothèque soit dans la "Stüdie", où les élèves peuvent étudier, lire, travailler ou se détendre tranquillement. Ceci ne s'applique pas aux périodes libres avant ou après le déjeuner, où l'on peut aller manger à l'extérieur, ni aux périodes libres du dernier cours.
Lorsque les élèves ont une ou plusieurs périodes libres d'affilée au début ou à la fin de la journée scolaire, et qu'ils habitent près de l'école, ils peuvent aussi rentrer chez eux.
Middle School (4 et 5)'.
A l'école moyenne, les élèves ont un maximum de 31 à 35 leçons par semaine. Les matières obligatoires représentent 27 à 29 leçons (en fonction des leçons de mathématiques).
Matières obligatoires : Langue 1, Langue 2, Langue 3, Religion/Ethique, Education physique, Histoire, Géographie, Physique, Chimie, Biologie,
Matière facultative : Mathématiques (faible 4 h/semaine ; fort 6 h/semaine)
Matières à option : Langue 4, latin, économie, TIC (technologies de l'information), art, musique.
À partir de la 5e année, le classement change. Dans les classes 1 à 4, la note dite A est constituée de devoirs et de coopération en classe, et la note B est constituée de tests écrits en classe.
La note de rapport est calculée à parts égales entre les notes A et B.
À partir de la 5e année, les tests écrits en classe sont ajoutés à la note A, tandis que la note B est calculée à partir de deux examens de mi-année.
La pondération est de 50:50, 50 % de la note étant constituée de deux examens seulement.
École supérieure (6 et 7).
Matières obligatoires : Langue 1, Langue 2, Sport, Religion/Ethique
Matières à option : Mathématiques (faible : 3 h/semaine ; fort : 5 h/semaine ; avancé : 8 h/semaine), Philosophie (obligatoire : 2 h/semaine ; facultatif : 4 h/semaine), Histoire (obligatoire : 2 h/semaine ; facultatif : 4 h/semaine), Géographie (obligatoire : 2 h/semaine ; facultatif : 4 h/semaine), Sciences (obligatoire : 2 h/semaine ; facultatif : Physique et/ou Chimie et/ou Biologie : 4 h/semaine chacune).
Cours à option : Latin, économie, langue 3, langue 4, art, musique, langue 1 avancée, langue 2 avancée.
Matières complémentaires : art, musique, langue 5, TIC (informatique), sciences de laboratoire, économie.
Le baccalauréat européen est passé à la fin de la septième année de l'enseignement secondaire. Il est valable dans toute l'UE, en Suisse et aux États-Unis, sans "examen d'étranger", en tant que qualification d'entrée à l'université et doit être reconnu.

## Sections
L'École européenne compte trois sections linguistiques :
- section linguistique néerlandaise
- Section de langue anglaise
- section de langue française

La langue parlée correspond à la langue de la section.
Pendant les pauses, le déjeuner, les activités communes, etc., les enfants entendent également d'autres langues. Cette exposition précoce à la langue leur sera très utile pour apprendre d'autres langues à un âge plus avancé.
LES SWALS (ÉLÈVES SANS SECTION LINGUISTIQUE) 
(élèves sans section linguistique) suivent également des cours dans leur langue maternelle pendant 150 minutes par semaine.

## Services
Restaurant scolaire
Le restaurant scolaire, géré par un partenaire externe, propose un menu du jour (repas chaud), des sandwichs, des soupes et des salades.
Les élèves utilisent leur badge numérique multifonctionnel qui peut être rechargé par les parents pour acheter des repas et des boissons au restaurant.
Pour les élèves de maternelle, le repas chaud de la cantine est servi dans un espace de restauration de l'école maternelle.
Service médical
Le service médical organise les visites médicales générales pour les élèves de la Maternelle (3-5 ans), des Primaires 1 et 5 et des Secondaires 2 et 4.
Ce service contrôle les vaccinations et les administre (après autorisation des parents) selon le calendrier de base du Gouvernement flamand.
L'infirmière scolaire est disponible pendant les heures de classe pour fournir une assistance médicale.
Transport
Des bus scolaires quotidiens en provenance d'Anvers et d'Eindhoven sont organisés par notre Association de parents d'élèves.
- Ligne E : Eindhoven (NL) - Veldhoven - Eersel - ES Mol
- Ligne AC : Kalmthout - Ekeren/Donk - 's Gravenwezel - Schilde - Ranst - Zoersel -Turnhout - ES Mol.
- Ligne B : Edegem - Wilrijk/Edegem - Wilrijk - ES Mol
- Ligne D : Anvers - Borgerhout - ES Mol

Bus du vendredi midi : arrêts : Edegem - Wilrijk/Edegem - Wilrijk - Borgerhout - ES Mol
Les transports publics sont disponibles à partir de la gare de Mol et de Geel.
L'internat
L'école travaille en étroite collaboration avec un internat externe, qui organise le transport vers et depuis l'école.
Les étudiants peuvent séjourner à l'internat du lundi au vendredi.
Centre d'accueil périscolaire'.
L'Association des parents d'élèves organise et gère la Garderie sur le campus de l'école.
La Garderie est ouverte tous les jours de classe et propose diverses activités facultatives le lundi et le vendredi après-midi.
L'accueil périscolaire s'adresse en priorité aux élèves des écoles maternelles et primaires.
Crèche (0-3 ans)
Située sur notre campus, la crèche 'Kleine Wereld' est ouverte à tous les enfants âgés de 0 à 3 ans.
Sécurité 24h/24
Une société de sécurité externe assure la surveillance du campus de l'école 24 heures sur 24.
Les parents peuvent demander un autocollant pour entrer pour déposer et récupérer leur(s) enfant(s).
Les visiteurs ne sont pas autorisés à pénétrer dans nos locaux sans avis préalable ou invitation.
TIC
Afin d'établir un environnement d'apprentissage numérique pour les élèves, l'école intègre autant que possible des ressources et des programmes numériques dans le programme scolaire.
Les élèves de l'école primaire et de l'école secondaire reçoivent une connexion informatique afin qu'ils puissent développer leurs compétences numériques pendant les cours de TIC.
Les élèves de l'école secondaire reçoivent également un compte personnel Office 365.
L'école utilise SMS, une plateforme de gestion scolaire en ligne, pour communiquer avec les élèves et les parents.

## Installations
Campus vert
Avec un campus de plus de 20 hectares niché dans une forêt au cœur de la Flandre rurale, les étudiants peuvent profiter des vastes espaces extérieurs et apprendre à apprécier de passer du temps dans la nature.
Gym'
Les 3 salles de sport intérieures sont équipées d'un sol sportif polyvalent pour pratiquer des sports d'intérieur tels que la gymnastique, le basket-ball, le volley-ball,...
Terrains de sports (secondaires)'
Pouvoir pratiquer des sports en plein air dans un cadre naturel est l'un des nombreux avantages d'être un élève de l'ES Mol. L'athlétisme, le football et le tennis ne sont que quelques-uns des nombreux sports pratiqués pendant les cours de sport hebdomadaires.
Piscine
De l'école maternelle à l'école secondaire, les élèves suivent un programme complet d'apprentissage de la natation dans la piscine couverte de 25 mètres du campus. Les élèves qui font du sport supplémentaire peuvent participer à des cours de plongée sous-marine.
Forêt de jeux (Primaire + Maternelle)'.
Le campus comprend une forêt de jeux sécurisée.
Si le temps le permet, les élèves du primaire passent leur pause de midi dans la forêt de jeux trois fois par semaine.
Occasionnellement, nos élèves de maternelle explorent également la forêt avec leurs enseignants.
Bibliothèques
Les élèves apprennent à aimer les livres dans nos deux bibliothèques entièrement équipées.
Ils peuvent emprunter des livres et les ramener chez eux.
Les élèves de l'école primaire visitent la bibliothèque avec leurs enseignants et apprennent à trouver des livres de fiction et de non-fiction.
Les élèves de l'école secondaire utilisent la bibliothèque pour étudier, faire des recherches et compléter leurs travaux scolaires.
Les bibliothèques comprennent des livres dans diverses langues européennes et à différents niveaux de lecture.
Domus (secondaire)
Situé près du bâtiment de l'école secondaire, le "Domus" multifonctionnel est utilisé pour les soirées d'information des parents, les conférences, les examens, les réunions, les ateliers, etc.
Le Domus offre également un espace aux élèves de 6ème et 7ème année pour se détendre et étudier de manière indépendante.

## Bâtiments et terrains
Lorsque vous franchissez le portail avec barrières, vous passez devant une cabane en rondins avec un garde sur la droite. Les barrières, le garde, les cartes d'étudiant et les autocollants sur le pare-brise ont été introduits après le 11 septembre 2001 pour la sécurité des étudiants. Derrière la cabane en rondins se trouve le bungalow du concierge. Si vous allez maintenant tout droit, vous arriverez directement au jardin d'enfants. Derrière le jardin d'enfants se trouve une cour de récréation. Derrière cette cour de récréation se trouvent à leur tour 6 courts de tennis de l'école secondaire. À gauche des courts de tennis se trouve le gymnase de l'école maternelle et primaire. Attenant à celui-ci se trouve la piscine avec un bassin olympique à 4 couloirs. À gauche de l'école maternelle se trouve l'école primaire avec deux grandes cours pour jouer pendant la courte pause après la troisième période. Derrière l'école primaire se trouve un terrain de jeu dans la forêt ainsi que des terrains de basket, de volley et de football. À droite de l'école maternelle se trouvent les deux salles de sport de l'école secondaire. Derrière les salles de sport se trouvent des terrains de volley-ball, un tremplin de saut, des terrains de basket-ball et un terrain de football en béton. Plus loin sur la gauche se trouve un terrain de football en herbe avec une piste en cendres tout autour, ainsi que deux autres fosses de saut. En outre, on y trouve également un terrain de football en cendres. Entre les salles de sport de l'école secondaire et le terrain en cendres se trouve un bungalow administratif et le parking des enseignants et des visiteurs. Devant les salles de sport, vers la sortie, se trouve la cantine avec l'auditorium. À côté de la cantine et du bâtiment administratif, le bâtiment de l'école secondaire de 4 étages s'élève en forme de huit angulaire.
En plus des nombreuses installations sportives, l'école dispose de salles de laboratoire, d'une chambre noire, d'une salle de musique insonorisée, d'une bibliothèque avec plus de 15 000 livres, d'une salle informatique et de 2 salles d'art. Le terrain de l'école a été largement rénové ces dernières années.